# 9241 Роузфранклін
9241 Роузфранклін (9241 Rosfranklin) — астероїд головного поясу, відкритий 10 серпня 1997 року.
Тіссеранів параметр щодо Юпітера — 3,189.